# Alexei Viktorovich Chernavski
Alexei Viktorovich Chernavski (em russo: Алексей Викторович Чернавский; Moscou, 17 de janeiro de 1938 - 22 de dezembro de 2023) foi um matemático russo, especialista em geometria diferencial e topologia.

## Formação e carreira
Chernavski concluiu a graduação na Faculdade de Mecânica e Matemática da Universidade Estatal de Moscou em 1959. Matriculou-se na pós-graduação no Instituto de Matemática Steklov. Em 1964 defendeu sua tese de Candidato de Ciências (doutorado), orientado por Lyudmila Keldysh, sobre o tema Конечнократные отображения многообразий (Mapeamentos de múltiplas dobras finitas). Em 1970 defendeu a tese de Doktor nauk (habilitação) Гомеоморфизмы и топологические вложения многообразий (Homeomorfismos e encaixes topológicos de variedades). Em 1970 foi palestrante convidado do Congresso Internacional de Matemáticos em Nice.

## Publicações selecionadas
- Chernavski, A. V. (1969). «Local contractibility of the group of homeomorphisms of a manifold». Matematicheskii Sbornik. 121 (3): 307–356. Bibcode:1969SbMat...8..287C. doi:10.1070/SM1969v008n03ABEH001121
- Chernavski, A. V. (1969). «Piecewise linear approximations of embeddings of cells and spheres in codimensions higher than two». Mat. Sb. Novaya Seriya. 80(122) (3(11)): 339–364 English version Mathematics of the USSR-Sbornik, 1969, 9:3, 321–343
- Abdusamatov, R. M.; Adamovich, S. V.; Berkinblit, M. B.; Chernavsky, A. V.; Feldman, A. G. (1988). «Rapid One-Joint Movements: A Qualitative Model and its Experimental Verification». Stance and Motion. [S.l.: s.n.] pp. 261–270. ISBN 978-1-4899-0823-0. doi:10.1007/978-1-4899-0821-6_24
- Karpushkin, V. N.; Chernavsky, A. V. (1997). «The reduction of the control of movement for manipulation robots from many degrees of freedom to one degree of freedom». Journal of Mathematical Sciences. 83 (4): 531–533. doi:10.1007/BF02434982
- Chernavsky, A.V.; Leksine, V.P. (2006). «Unrecognizability of manifolds». Annals of Pure and Applied Logic. 141 (3): 325–335. doi:10.1016/j.apal.2005.12.011
- Chernavsky, A. V. (2006). «Theorem on the union of two topologically flat cells of codimension 1 in ℝn ». Abstract and Applied Analysis. 2006: 1–9. Bibcode:2006AbApA2006E..39C. doi:10.1155/AAA/2006/82602
- Chernavski, A. V. (2008). «Local contractibility of the homeomorphism group of ℝn ». Proceedings of the Steklov Institute of Mathematics. 263: 189–203. doi:10.1134/S0081543808040147